# السدي
أَبُو مُحَمَّدٍ إِسْمَاعِيلُ بْنُ عَبْدِ اَلرَّحْمـٰنِ بْنِ أَبِي كَرِيمَةَ اَلسُّدِّيُّ اَلْحِجَازِيُّ ثُمَّ اَلْكُوفِيُّ اَلْأَعْوَرُ اَلْقُرَشِيُّ، مولىٰ زَيْنَبَ بِنْتِ قَيْسِ بْنِ مَخْرَمَةَ، تابعيٌّ، مُحَدِّثٌ، مُفَسِّرٌ، صَدُوقٌ يَهِمُ، رُمِيَ بالتشيُّع، له تفسير يُسَمَّىٰ «تفسيرَ السُّدِّيِّ». تُوُفِّيَ سنةَ 128 هـ. وهو يختلف عن السُّدِّيِّ الصغير، فهو حفيده مُحَمَّدُ بْنُ مَرْوَانَ الْكُوفِيُّ أحدُ المتروكين، كان في زمن وَكِيعِ بْنِ الجَرَّاحِ.

## سيرته
سُمّي السُّدِّيَّ؛ لأنه نزل بالسُّدَّة، كان أبوه من كبار أهل أصبهان، أدرك جماعة من أصحاب النبي، منهم سعد بن أبي وقاص، وأبو سعيد الخدري، وعبد الله بن عمر، وأبو هريرة، وعبد الله بن عباس. وكان عريض اللحية، إذا جلس غطت لحيته صدره. قال الفلكي: إنما سمي السدي، لأنه كان يجلس بالمدينة في موضع يقال له السد. قال يحيى بن سعيد: ما سمعت أحداً يذكر السدي إلا بخير. قال إسماعيل بن أبي خالد: «كان السدي أعلم بالقرآن من الشعبي».

## روايته للحديث
- روى عن: أنس بن مالك، وأوس بن ضمعج، وأبي صالح باذان، وحفص بن أبي حفص، ورفاعة الفتياني، وسعد بن عبيدة، وصبيح مولى أم سلمة، وعباد بن أبي يزيد، وعبد الله بن حبيب أبي عبد الرحمن السلمي، وعبد الله بن عباس، وعبد الله البهي، وعبد خير الهمداني، وأبيه عبد الرحمن بن أبي كريمة، وعدي بن ثابت، وعطاء بن أبي رباح، وعكرمة مولى ابن عباس، وعمرو بن حريث المخزومي، وغزوان أبي مالك الغفاري، ومرة الهمداني، ومصعب بن سعد بن أبي وقاص، والوليد بن أبي هشام، وأبي هبيرة يحيى بن عباد الأنصاري، وأبي حكيم البارقي، وأبي سعد الأزدي، وبلال بن مرداس.
- روى عنه: أسباط بن نصر، وإسرائيل بن يونس، وإسماعيل بن أبي خالد، والحسن بن صالح بن حي، والحسن بن يزيد الكوفي، والحكم بن ظهير، والحكم بن عبد الله الكوفي، وحماد بن عيسى العبسي، وزائدة بن قدامة الثقفي، وزيد بن أبي أنيسة، وسفيان الثوري، وسماك بن حرب، وسليمان التيمي، وأبو الأحوص سلام بن سليم، وشريك بن عبد الله النخعي، وشعبة بن الحجاج، وابنه عبد الله بن إسماعيل السدي، وعبيد بن أبي أمية الطنافسي، وعلي بن صالح بن حي، وعلي بن عابس، وعمر بن زياد الباهلي، وعمرو بن عبد الملك بن سلع الهمداني، وعمرو بن أبي قيس الرازي، وعيسى بن عبد الرحمن السلمي، وعيسى بن عمر القارئ، وقيس بن الربيع، ومالك بن مغول، ومحمد بن أبان الجعفي، وأبو حمزة السكري، ومطلب بن زياد، ونعيم بن ميسرة النحوي، وأبو عوانة الوضاح بن عبد الله اليشكري، الوليد بن أبي ثور، وأبو بكر بن عياش المقرئ.
- منزلته عند أهل الحديث: قال النسائي: «صالح الحديث»، وقال يحيى بن سعيد القطان: «لا بأس به»، وقال أحمد بن حنبل: «ثقة»، وقال مرة: «مقرب الحديث». وقال يحيى بن معين: «ضعيف»، وقال أبو زرعة الرازي: «لين»، وقال أبو حاتم الرازي: «يكتب حديثه»، وقال ابن عدي: «هو عندي صدوق».[2][4]